# Cryptomyzus ulmeri
Cryptomyzus ulmeri är en insektsart. Cryptomyzus ulmeri ingår i släktet Cryptomyzus och familjen långrörsbladlöss. Inga underarter finns listade i Catalogue of Life.